# Stieg 20 (Quedlinburg)

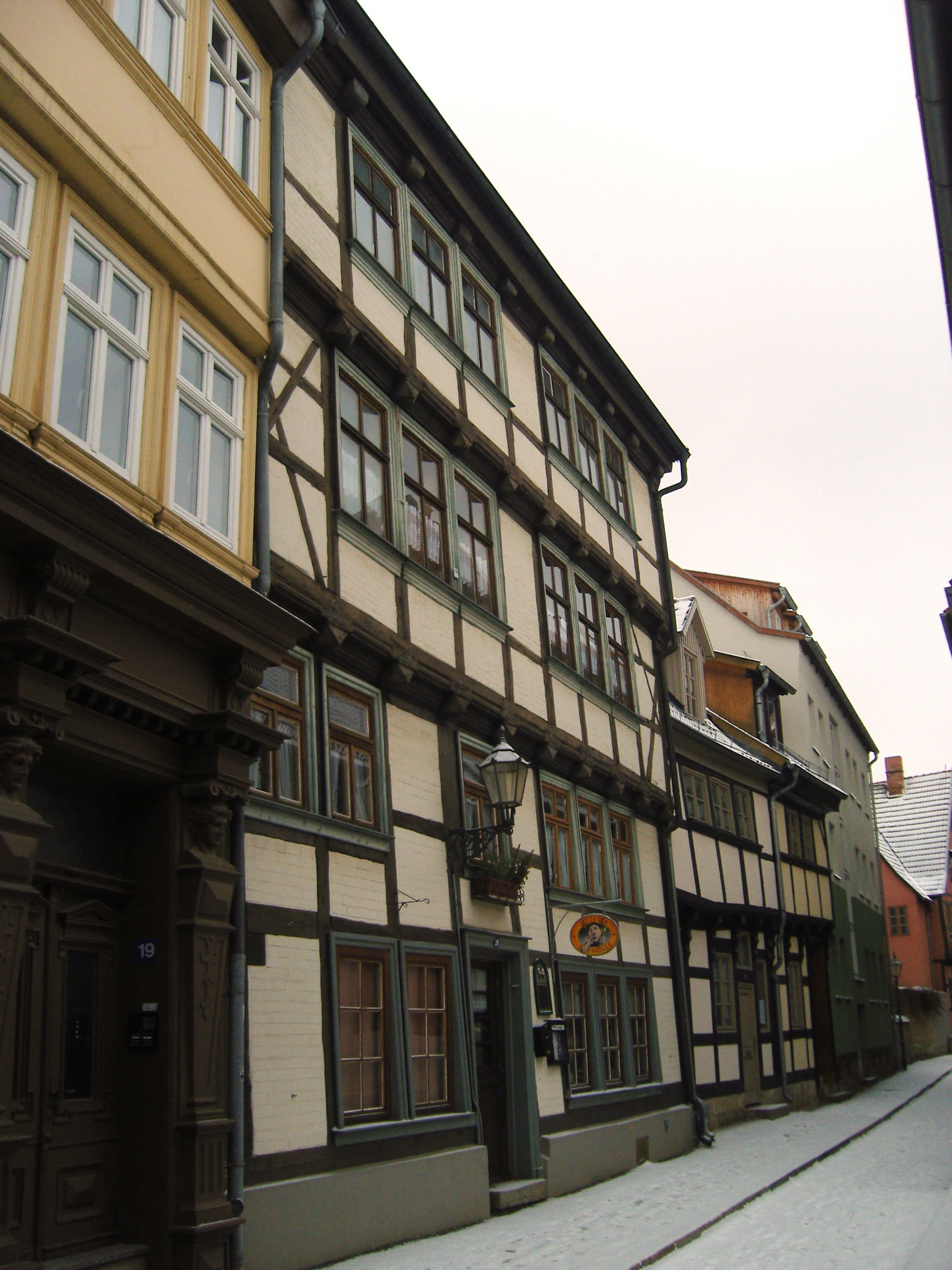
Haus Stieg 20

Das Haus Stieg 20 ist ein denkmalgeschütztes Gebäude in der Stadt Quedlinburg in Sachsen-Anhalt.

## Lage
Es befindet sich östlich des Marktplatzes der Stadt und gehört zum UNESCO-Weltkulturerbe. Im Quedlinburger Denkmalverzeichnis ist es als Ackerbürgerhof eingetragen. Östlich grenzt das gleichfalls denkmalgeschützte Haus Stieg 19, westlich das Haus Stieg 21 an.

## Architektur und Geschichte
Das zur Straße Stieg ausgerichtete Wohnhaus des Anwesens wurde im Jahr 1684 vom Zimmermeister Martin Lange als dreigeschossiges Fachwerkhaus errichtet. Auf ihn verweist die mit einem später abgeändertem Wappen versehene Inschrift M. MARTEN LANGE Z.M:. Im Erdgeschoss befindet sich ein Zwischengeschoss. Die Fachwerkfassade ist mit Schiffskehlen, geschnitzten Medaillons und Pyramidenbalkenköpfen. Darüber hinaus findet sich die Fachwerkfigur des Halben Manns und profilierte Füllhölzer.
Zum Hof gehören auch an der Straße Hölle befindliche Wirtschaftsgebäude.